# Аметист (боја)
Боја аметист је умерена, транспарентна љубичаста. Њено име потиче од камена аметист, облика кварца. Иако боје природног аметиста варира од љубичасте до жуте, аметист боја која овде указује умерено љубичасту боју која је најчешће повезана са аметист камењем.